# روز بین‌المللی هوانوردی غیرنظامی

در سال ۱۹۹۶ (میلادی) مجمع عمومی سازمان ملل متحد روز ۷ دسامبر را روز بین‌المللی هوانوردی غیرنظامی نامید.

## تاریخچه
از ۷ دسامبر ۱۹۹۴ این روز توسط سازمان بین‌المللی هوانوردی غیرنظامی (ایکائو) گرامی داشته می‌شود. در ۷ دسامبر ۱۹۹۴، ۵۰ سال از امضای معاهده هوانوردی غیرنظامی بین‌المللی می‌گذشت. هدف از بزرگداشت این روز، شناساندن هوانوردی و به ویژه مسافرت‌های هوایی بین‌المللی است تا اهمیت اجتماعی و اقتصادی هوانوردی در جهان گسترش یابد.